# Hrvatsko revolucionarno bratstvo
Die Hrvatsko revolucionarno bratstvo (Kroatische Revolutionäre Bruderschaft), kurz HRB, war eine von Kroaten im Exil gebildete und weltweit aktive terroristische Vereinigung. Sie wurde im September 1961 in Sydney von Jure Marić, Josip Oblak, Geza Pašti (1936–1967), Dražen Tapšanji und Ilija Tolić gegründet. Die HRB bildete in Australien Terroristen aus, die unter anderem 1963 und 1972 nach Jugoslawien eingeschleust wurden. Ihr Ziel war die Errichtung eines vom sozialistischen Jugoslawien unabhängigen großkroatischen Staates.
Der deutsche Ableger des HRB, der seinen Sitz in Stuttgart hatte, wurde am 24. Juni 1968 von Bundesinnenminister Ernst Benda verboten. Die Zahl der HRB-Mitglieder in Deutschland wurde auf „20 bis 50 gut ausgebildete und entschlossene Einzelkämpfer geschätzt“. Nach Erkenntnissen des Bundesamtes für Verfassungsschutz aus dem Jahr 1975 verfügte die HRB noch Jahre nach dem Verbot über „einen Kernbestand fanatischer Anhänger, die ihre Untergrundarbeit auf deutschem Boden fortsetzen. Sie wird dabei von den Führungsstellen der Organisation außerhalb der Bundesrepublik mit Geld und Propagandamaterial unterstützt“.

## Aktivitäten

### Australien
In Australien beging sie mehrere Anschläge gegen jugoslawische Einrichtungen. Sie soll auch einen Anschlag auf den jugoslawischen Ministerpräsidenten Džemal Bijedić geplant haben, als dieser im März 1973 Australien besuchte.

### Deutschland
Die HRB galt als verantwortlich für den von dem Asylbewerber Franjo Goreta am 30. August 1966 ausgeführten Mordanschlag auf den jugoslawischen Konsul in Stuttgart, Sava Milovanović.

Am 1. August 1972 versuchten drei jugoslawische Asylbewerber, in Ravensburg einen Richter zu entführen, der im Frühjahr 1970 fünf Mitglieder der verbotenen HRB wegen Mordversuchs, Anstiftung zum Mord und unerlaubten Waffenbesitzes zu Haftstrafen zwischen fünf und zwölf Jahren verurteilt hatte. 

„Die rechten Brüder, die nach 1945 als Anhänger der faschistischen Kroaten-Organisation Ustascha in den Westen geflohen waren, hatten, als harmlose Bürger getarnt, auf eigene Faust versucht, den bewaffneten Kampf gegen das Jugoslawien Titos zu führen. So stapelte der Schankwirt Dane Sarac im Keller seiner Kneipe zwischen Überlingen und Friedrichshafen zeitweilig Sprengstoff im Wert von 300 000 Mark. Einer der am Bodensee ausgerüsteten Einzelkämpfer, der Bosnier Ivan Jelic, wurde 1968 von der jugoslawischen Geheimpolizei Udba auf dem Weg nach Zagreb gefaßt. Im Verhör gab er zu, am Belgrader Hauptbahnhof zwei Zeitbomben deponiert zu haben, die am 23. Mai, zwei Tage vor Titos Geburtstag, explodierten und zwölf Menschen verletzten.“

### Jugoslawien
Im Juni 1972 drangen 19 im Exil lebende kroatische Terroristen nach Jugoslawien ein mit dem Ziel, in der Gegend von Bugojno (SR Bosnien und Herzegowina) einen Volksaufstand zu entfachen. Blaž Kraljević als vorgesehener zwanzigster Teilnehmer wurde einen Tag vor der Abreise wegen illegalem Alkoholverkaufs festgenommen. Der paramilitärische Trupp hatte den Decknamen „Planinske lisice“ (Bergfüchse), die geplante Aktion den Decknamen „Feniks“ (Phönix). Ein Großteil der Gruppe war zuvor aus Australien nach Europa geschickt worden, um nach einem kurzen Trainingslager im österreichischen Garanas über die heutige österreichisch-slowenische Grenze bei Lavamünd/Dravograd nach Jugoslawien einzureisen. Die Militärausrüstung wurde aus eigenen Kreisen in Deutschland bereitgestellt. Die 19-köpfige Gruppe wurde von den Brüdern Adolf und Ambroz Andrić angeführt. Weitere Mitglieder waren Nikola Antonac, Petar Bakula, Filip Bešlić, Vidak Buntić, Vilim Eršek, Ilija Glavaš, Đuro Horvat, Vejsil Keškić, Viktor Kancijanić, Vinko Knez, Ilija Lovrić, Stipe Ljubas, Vlado Miletić, Ludvig Pavlović, Ivan Prlić, Mirko Vlasnović und Pavo Vegar. Sieben der 19 Terroristen hatten zuvor in Westdeutschland gelebt, die meisten von ihnen waren Angehörige der HRB.
Am 20. Juni 1972 gelang die Einreise in die jugoslawische Teilrepublik Slowenien. Das Ziel war der Gebirgszug Raduša zwischen Bugojno und Gornji Vakuf. Nachdem die Terrorgruppe im Dorf Rumboci, zwischen Prozor und Šćita, sieben Mitglieder der Territorialverteidigung erschoss, wurde seitens der Staatskräfte Jugoslawiens reagiert. In der von den jugoslawischen Behörden als „Operation Raduša“ bezeichneten Aktion waren nach Medienberichten mehr als 30.000 Soldaten der JNA, Polizei und Territorialen Verteidigung im Einsatz, um die Terroristen zu fassen. Dabei kamen 15 Mitglieder der Militärpolizei, Territorialen Verteidigung und Zivilisten ums Leben. Am 28. Juli 1972, binnen 38 Tagen, wurde das letzte Mitglied gefangen genommen. Von der Gruppe wurden acht Mitglieder im Kampf und sieben Mitglieder nach der Gefangennahme ohne Gerichtsverfahren getötet. Nur vier gefangen genommene Mitglieder wurden nach einem ordentlichen Gerichtsverfahren zum Tode verurteilt und drei davon hingerichtet. Das Todesurteil gegen Ludvig Pavlović wurde aufgrund dessen Jugend in eine 20-jährige Haftstrafe umgewandelt.
In der Literatur erhielt die Gruppe die Namen „Bugojanska grupa/skupina“ (Bugojner Gruppe) oder auch „Feniks grupa/skupina“ (Phoenix Gruppe) und wurde 1979 im Roman „Dvadeseti čovjek“ (Der zwanzigste Mann) verarbeitet. Im Jahr 1985 kam die TV-Serie zum Zwischenfall unter dem Titel „Brisani prostor“ (frei übersetzt „Gelöschter Raum“, bedeutet jedoch „freies Schussfeld“). Im Jahr 2011 kam der Dokumentarfilm Akcija Feniks '72 heraus.
Am 27. September 2014 wurde in Posušje unter Teilnahme und Mitwirkung offizieller Vertreter aus Politik und Militär, ein Denkmal für die 19 durch die Aktion getöteten Gruppenmitglieder eingeweiht. Die Gruppenmitglieder Petar Bakula und Filip Bešlić stammten aus Posušje und Ludvig Pavlović starb dort 1991 bei einer bewaffneten Auseinandersetzung mit der Jugoslawischen Volksarmee.

### Sonstige
Auch mit der HRB in Verbindung gebracht wurden:
- die Ermordung des jugoslawischen Botschafters Vladimir Rolović 1971 in Schweden
- die Flugzeugentführung 1972, mittels derer Rolovićs Mörder freigepresst wurden,
- die Ermordung des uruguayischen Botschafters Carlos Abdala in Paraguay 1976 (die Attentäter hielten ihn für einen jugoslawischen Diplomaten)
- die Geiselnahme im deutschen Generalkonsulat in Chicago 1978, mit der der in der BRD inhaftierte Terrorist Stjepan Bilandžić freigepresst werden sollte.

## Bekannte Mitglieder
- Brüder Ambroz (1939–1972) und Adolf Andrić (1942–1972), Co-Leiter HRB-Hauptquartier Victoria (Australien) und Anführer der Aktion „Feniks“; Adolf verfasste unter dem Pseudonym „Apostol Plemić“die HRB-Sabotageanleitung „Die Rächer vom Bleiburg“
- Blaž Kraljević (1947–1992), Befehlshaber der HOS-Milizen im Bosnienkrieg
- Ludvig Pavlović (1951–1991), beteiligt an der Aktion „Feniks“, fiel er kurz nach seiner fast 20-jährigen Haft als Angehöriger der Nationalgarde Kroatiens